# Mitrydates II (król Pontu)
Mitrydates II (gr.: Mιθριδάτης, Mithridátēs) (ur. 260?, zm. ok. 220 p.n.e.) – trzeci król Pontu z dynastii Mitrydatydów od ok. 256 p.n.e. do swej śmierci. Syn Ariobarzanesa, króla Pontu.
Mitrydates II był dzieckiem, kiedy zmarł jego ojciec. Niebawem po jego wstąpieniu na tron, królestwo było najechane przez plemię Galów. Najazd udało się całkowicie odeprzeć. Mitrydates, gdy osiągnął wiek męski, zawarł sojusz z Seleukosem II Kallinikosem, królem państwa Seleucydów oraz poślubił jego siostrę, Laodikę. Małżonka wniosła mu w posagu Frygię. Pomimo zawarcia przymierza z Seleukosem II, poparł w wojnie domowej jego brata Antiocha Hieraksa, który dążył do zagarnięcia tronu. Ostatecznie, Mitrydates pokonał Seleukosa II w wielkiej bitwie pod Ancyrą w 239 r. Seleukos po utracie dwudziestu tysięcy żołnierzy ledwo uniknął utraty własnego życia. W 222 r. Mitrydates wydał swą córkę Laodikę III za Antiocha III Wielkiego, króla państwa Seleucydów i syna króla Seleukosa II. Inna córka Mitrydatesa II, zwana także Laodike, poślubiła w tym samym czasie Achajosa, kuzyna króla syryjskiego Antiocha III i jego późniejszego rywala w Anatolii w latach 221–213. W 220 r. król Pontu wydał wojnę bogatemu i potężnemu miastu Synopie. Próba jego opanowania nie udała się. Synopa uległa dopiero w 183 r. We wcześniejszym okresie, znajdujemy Mitrydatesa II z innymi monarchami Azji Mniejszej w wysyłaniu wspaniałych prezentów do mieszkańców Rodos, po zniszczeniu ich miasta przez trzęsienie ziemi w 227 r. Data jego śmierci jest nieznana. Jego następcą został syn Mitrydates III.